# 布赖恩·汤普森 (赛艇运动员)
布赖恩·汤普森（英語：Bryan Thompson，20世纪—），加拿大男子赛艇运动员。他曾代表加拿大参加世界赛艇锦标赛，获得一枚金牌和二枚铜牌，均来自男子轻量级八人单桨有舵手项目。